# Lødingen
Lødingen (en sami septentrional: Lodegat) és un municipi situat al comtat de Nordland, Noruega. Té 2,179 habitants (2018) i la seva superfície és de 524.51 km². Lødingen es troba a la part sud-est de l'illa de Hinnøya, i forma part del districte tradicional d'Ofoten. El centre administratiu del municipi és la població de Lødingen. L'altre població principal és Vestbygda. Lødingen té el sobrenom de "Poble de la bici" perquè acull diverses curses de bicicletes anuals com Lofoten Insomnia i Vestbygd-rittet.
El municipi comprèn la part meridional de l'illa de Hinnøya. El seu terreny és muntanyós, amb diverses illes i fiords. El centre administratiu del municipi, Lødingen, es troba a la part interior del Vestfjorden a l'entrada sud de l'estret de Tjeldsundet. L'aeroport més proper és l'aeroport de Harstad/Narvik-Evenes, a uns 73 quilòmetres de distància per carretera. Lødingen és un important port de transbordadors, el transbordador de cotxes cap a/des de Bognes a Tysfjord surt 12 vegades per dia i triga 60 minuts. El Parc Nacional de Møysalen està situat a la part nord del municipi. El parc s'anomena així per la muntanya de Møysalen, a la vora de Lødingen i Sortland.